# Oblast Lowetsch
| Basisdaten          | Basisdaten                 |
| ------------------- | -------------------------- |
| Region:             | Nordbulgarien              |
| Verwaltungssitz:    | Lowetsch                   |
| Fläche:             | 4.128 km²                  |
| Einwohner:          | 68.328 (31. Dezember 2024) |
| Bevölkerungsdichte: | 16,6 Einwohner je km²      |
| NUTS:BG-Code:       | BG315                      |
| Karte               |                            |
| Karte               |                            |

Die Oblast Lowetsch (bulgarisch Област Ловеч) ist eine Verwaltungseinheit im Norden Bulgariens. Die größte Stadt der Region ist das gleichnamige Lowetsch.

## Bevölkerung
In der Oblast (Bezirk) Lowetsch leben 68.328 Einwohner auf einer Fläche von 4128 km².

## Geografie
Die Oblast liegt teilweise am Balkangebirge, sodass ihr Gebiet hügelig ist.

### Naturreservate
Auf dem Gebiet bestehen acht verschiedene Naturreservate bzw. -parks. Der Großteil des Nationalparks „Zentraler Balkan“ befindet sich hier.

## Infrastruktur

### Verkehr

#### Straße
Die Oblast Lowetsch hat eine gesamte Straßenlänge von 1333 km, wobei 105 km auf die wichtigen Republikstraßen erster Ordnung entfallen.

#### Schiene
Auf dem Gebiet verlaufen zwei Eisenbahnstrecken, welche eine lokale Bedeutung haben.

### Kanalisation
Eine ausgebaute Kanalisation existiert in den Orten Lowetsch, Trojan, Letniza und Ugartschin. In Trojan wird eine Abwasserkläranlage neu erbaut.

### Gas
Die Stadt Lowetsch besitzt ein Gasnetz; es sind alle öffentlich-administrativen Gebäude mit diesem verbunden. In Trojan steht eine Gasifizierung noch bevor.

## Städte
| Stadt/Gemeinde | Bulgarischer Name | Einwohner (31. Dezember 2024) |
| -------------- | ----------------- | ----------------------------- |
| Lowetsch       | Ловеч             | 27.046                        |
| Trojan         | Троян             | 16.783                        |
| Tetewen        | Тетевен           | 7.484                         |
| Lukowit        | Луковит           | 7.483                         |
| Letniza        | Летница           | 2.654                         |
| Aprilzi        | Априлци           | 2.334                         |
| Jablaniza      | Ябланица          | 2.359                         |
| Ugartschin     | Угърчин           | 2.185                         |